# هانس كريستيان برنات
هانس كريستيان برنات (بالدنماركية: Hans Christian Bernat)‏ هو لاعب كرة قدم دنماركي، ولد في 13 نوفمبر 2000 في Morud ‏ في الدنمارك.